# كأس ألمانيا 1993–94
كأس ألمانيا 1993–94 (بالألمانية: DFB-Pokal 1993/94)‏ هو الموسم 51 من كأس ألمانيا. أشرف على تنظيمه اتحاد ألمانيا لكرة القدم، وكان عدد الأندية المشاركة فيه 76، وفاز فيه فيردر بريمن.